# Sceau du Bihar

Le sceau du Bihar.

Le sceau du Bihar est le logo officiel du gouvernement de l'État indien du Bihar. L'emblème représente le Arbre de la Bodhi flanqué de deux svastikas.